# ليسبيديزا ثونبيرغية
الليسبيديزا الثونبيرغية (باللاتينية: Lespedeza thunbergii) نوع نباتي يتبع جنس الليسبيديزا من الفصيلة البقولية المعروفة بقدرتها على تثبيت النيتروجين الجوي من خلال بكتيريا المستجذرة. سميت تيمنا بعالم النبات السويدي كارل ثونبيرغ.
موطنها الأصلي الصين وتايوان واليابان وكوريا.

## الوصف النباتي
جنبة معمرة يصل ارتفاعها إلى أكثر من متر.